# Island Walk
Island Walk è un census-designated place degli Stati Uniti d'America, situato nella periferia orientale di Naples, nella Contea di Collier dello Stato della Florida.
Secondo le statistiche del 2010, la città ha una popolazione di 3.035 abitanti.